# خليج وهران
خليج وهران هو خليج يقع في الجزء الجنوبي من البحر الأبيض المتوسط، شمال مدينة وهران في الجزائر. يحده من الغرب رأس فالكون ومن الشرق رأس الإبرة. يضم موانئ وهران والمرسى الكبير، ويُطلق على الجزء الغربي منه اسم خليج العيادات.

## الموقف

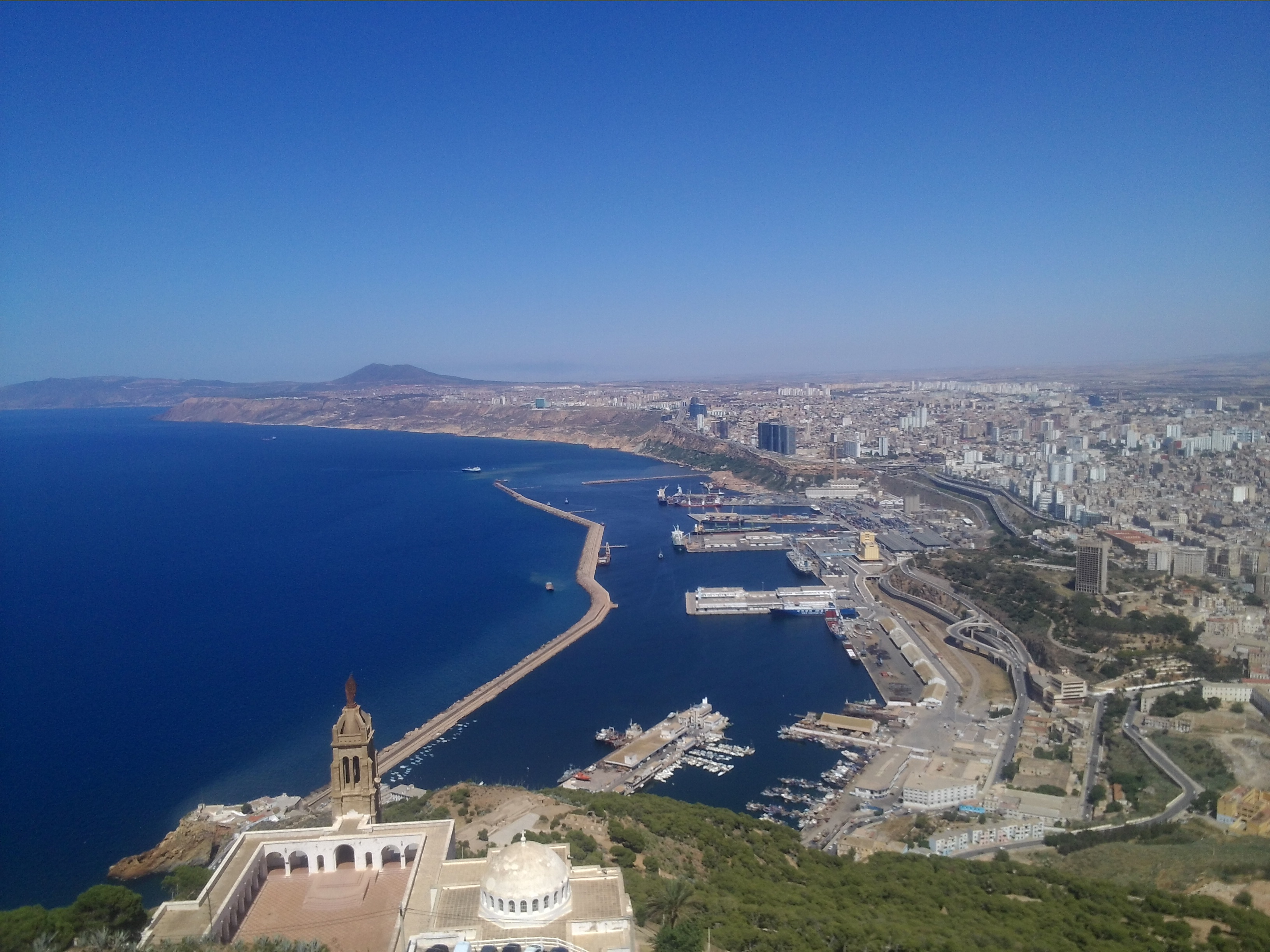
منظر لخليج وهران من جبل عيدور

والبلديات المفتوحة على الخليج هي من الغرب إلى الشرق:
- عين الترك، التي يمتد ساحلها باستثناء رأس فالكون شمالا، من شاطئ طويل يزيد طوله عن 7 كيلومترات ثم ساحل أكثر انحدارا شرقا، تعبره الطريق الوطنية 2
- المرسى الكبير، مع كورنيش وهران إلى الشمال الغربي، بطول 600 متر والميناء يحتل بقية الساحل
- وهران وميناؤها من الغرب
- بئر الجير
- قديل
- سيدي بن يبقى